# Città di Whittlesea
La città di Whittlesea è una Local Government Area che si trova nello Stato di Victoria. Essa si estende su una superficie di 489,9 chilometri quadrati e ha una popolazione di 154.880 abitanti. La sede del consiglio si trova a South Morang.